# Kish Air
Kish Air (persisk: کیش ایر) er et iransk flyselskab grundlagt i Tehran, Iran. Flyselskabet opererer med indenrigsflyvninger og charter tjenester. Hovedbasen er i Mehrabad Lufthavn, Tehran.